# Achelia langi
Achelia langi là một loài nhện biển trong họ Ammotheidae. Loài này thuộc chi Achelia. Achelia langi được miêu tả khoa học năm 1881 bởi Dohrn.